# Chasmina multipunctata
Chasmina multipunctata är en fjärilsart som beskrevs av W. Warren 1913. Chasmina multipunctata ingår i släktet Chasmina och familjen nattflyn. Inga underarter finns listade i Catalogue of Life.